# Montes Recti
Montes Recti (lat.: „Gerades Gebirge“) ist ein Gebirge auf der erdzugewandten Seite des Mondes. Sein Name wurde von Birt aufgrund der Form gewählt und ist 1961 von der Internationalen Astronomischen Union gebilligt worden. Der Gebirgszug befindet sich ganz nördlich im Mare Imbrium, bei 48° N und 20° W, ist rund 90 Kilometer lang und bis zu 1800 Meter hoch.
In östlicher Nachbarschaft ragen aus der Mareebene die Gebirgsgruppe Montes Teneriffe.